# Kazuma Nagai
Kazuma Nagai (長井 一真 Nagai Kazuma?), född 2 november 1998 i Osaka prefektur, är en japansk fotbollsspelare.
Nagai började sin karriär 2020 i Kyoto Sanga FC.